# 星翔高等学校 (大阪府)
星翔高等学校（せいしょうこうとうがっこう、英称：Seisho High School）は、大阪府摂津市に所在する、学校法人浪工学園が運営する私立総合高等学校である。

## 概要

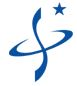
校章

本校の起源は1938年2月に大阪市東淀川区中津浜通1丁目（現：大阪市北区中津2丁目）に中山製鋼所の関係者である奥小路増太郎が浪速学園と浪速工學校を設立し、同年5月に開校したことに遡る。1941年に現在の摂津市三島に校舎を移転した。
1940年に浪速工業學校を創設した後、1944年には浪速工學校を廃校にして浪速工業學校のみ存置した。その後1948年には浪速工業高等学校と改称し、以後1995年までの47年間この名称で学校が運営された。
1974年に普通科を設置したのに始まり、1992年に体育系の国際科を設置したことによって、単に工業には留まらない総合高校としての位置づけが高まり、1995年には国際科の共学化に併せて学校名を浪速工業高等学校から星翔高等学校へと改称した。
本校では工業技術系学科を総称して「工業科」と呼称していることから、本項では一貫して工業科と記載し、改称のエピソードは後述する
平成に入り、大阪の私立高等学校が次々と工業科を廃止した結果、2010年代以降の現在では大阪の私立高等学校で唯一の工業科を設置している学校となった。
以前は工業科を中心に製造業などへの就職者が多い学校だったが、近年では普通科の進学コースや国際科を中心に、工業科からも大学や専門学校などへの進学者が増加している。
元々は男子校であったが、1995年に国際科が共学科されたのを皮切りに、2006年に普通科がそれぞれ共学化しているが、2019年度入試より工業技術系においても共学化し校内全科全コースで完全共学化された。また、普通科においてはコース一括募集を廃止し、2020年よりコース別募集を開始した。

### 名称について
熊本県には2012年に改称した東海大学系の熊本星翔高等学校があるが、本校とは一切関係ない。

### 特色
在籍する学科を問わず、外部の専門学校との学校間連携制度による「土曜留学講座」制度を受講することが可能となっている。JOHO大阪情報専門学校（大阪・東成区）に月2回通いながら、修了時には2単位を習得できることが特色となっている。また、2021年から全国の高校としては初めてドローン操縦資格を取得できる「JUIDA認定スクール」の認定を受けた。

#### 工業科
工業科では授業と関連のある専門性の高い検定試験を受験することが可能となっているが、これらの取得数が多い生徒を対象に「星翔マイスター」と呼ばれる本校独自の称号を付与する顕彰制度が制定されている
。

### 生徒数
- 工業科
  - 520名[6]
- 普通科
  - 312名[6]
- 国際科
  - 105名[6]

### 校舎
校舎は大きく分けて本館・第1校舎・第2校舎・第3校舎と体育館・知新館の6つに分かれている。このほかに、家庭科調理室・機械実習棟・芸術棟などの建物も設置されている。（詳細は校舎配置図を参照されたい）
かつては校地内にプールの設備があったが、合理化の一環で2000年代に入り撤去された後、プール周辺の土地は売却され現在は大型集合住宅がかつてのグラウンド上に立地している。

## 設置課程
- 全日制課程[6]
  - 工業技術系（設置：2005年度・160名[3]・通称は工業科[1]）
    - 機械工学科（以下2年次以降）
    - 電子機械工学科
    - 電気工学科
    - コミュニケーションシステム工学科
- 全日制課程[6]
  - 普通科
    - キャリアコース（80名）
    - アドバンスコース（20名）

- 全日制課程
  - 国際科（体育系・40名）
    - スポーツコース（※名目設置）
      - 専願募集
      - 強化指定運動部への入部必須

### 廃止された課程
- 全日制課程
  - 機械科（設置：1948年・廃止：2005年度→機械工学科に転換）
  - 電気科（設置：1948年・廃止：2005年度→電気工学科に転換）
  - 電子科（設置：1961年・廃止：2005年度→電子工学科に転換）
  - 電子機械科（設置：1992年・廃止：2005年度→電子機械工学科に転換）
  - 電子工学科（設置：2005年・廃止：2019年度→コミュニケーションシステム工学科に転換）
- 全日制課程
  - 普通科
    - 普通コース（キャリアコースに転換）
    - 進学コース（アドバンスドコースに転換）
- 定時制課程
  - 機械科（設置：1948年）
  - 電気科（設置：1948年）

## ギャラリー

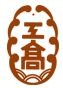
浪速工業高校時代の校章
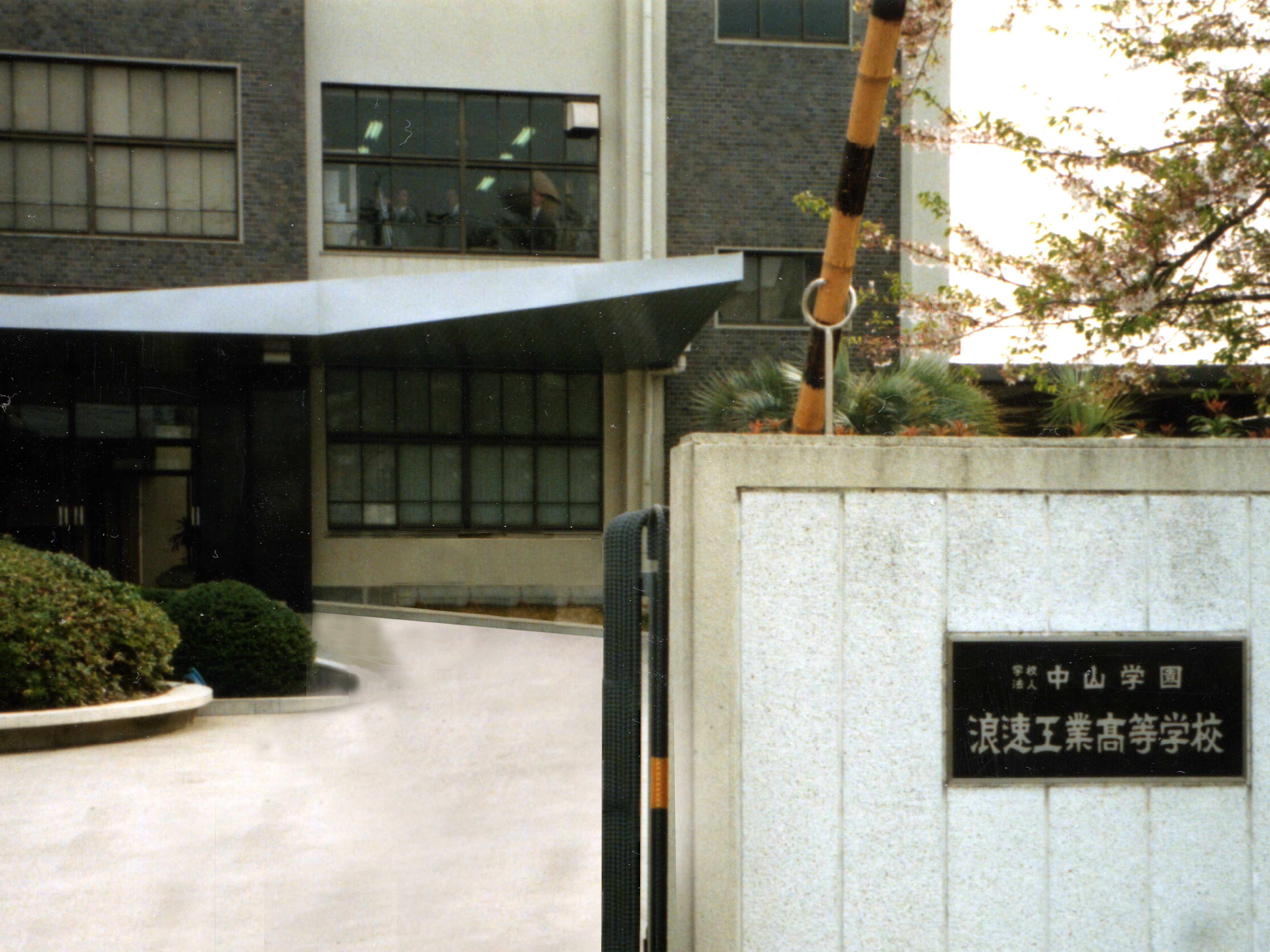
校門の学校表示
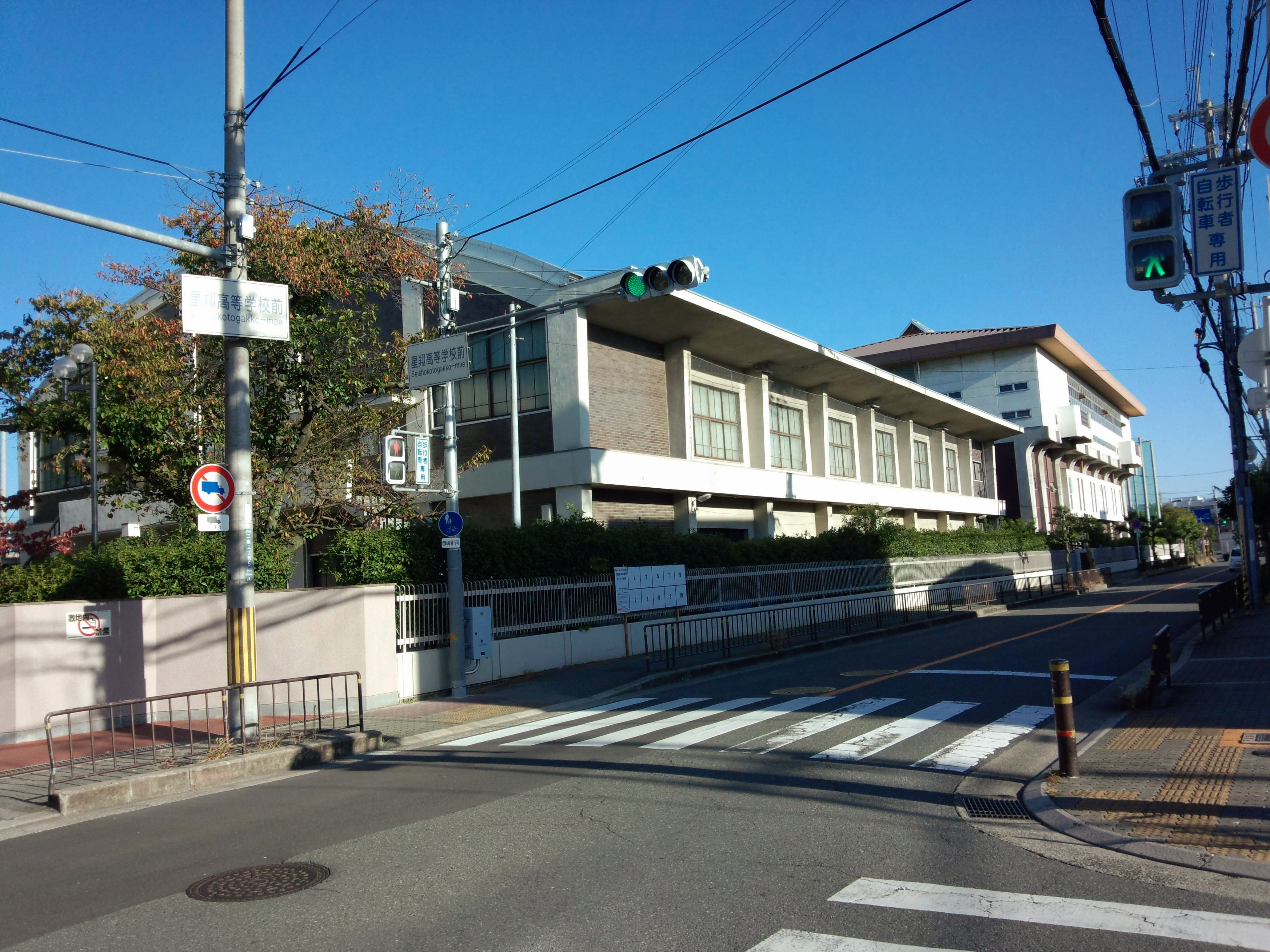
体育館と知新館

## 沿革
- 1938年 - 大阪市に浪速学園設立。浪速工学校を開校
- 1940年 - 浪速工業学校を創設
- 1944年 - 浪速工学校を廃校し、浪速工業学校を存置
- 1947年 - 新制中学校を創設し、開校
- 1948年 - 学制改革により浪速工業高等学校と改称し、機械科と電気科を設置（全日制・定時制）
- 1951年 - 学校法人中山学園認可
- 1961年 - 電子科を増設
- 1974年 - 普通科を増設
- 1992年 - 国際科、電子機械科を増設
- 1995年 - 法人名を学校法人中山浪工学園に、学校名を星翔高等学校と改称。国際科を男女共学化
- 2003年 - 国際科の生徒募集を停止
- 2005年 - 工業4科を、機械工学科・電子機械工学科・電気工学科・電子工学科に改称。工業4科の一括括り募集を開始
- 2006年 - 国際科の生徒募集を再開。普通科を男女共学化。普通科・国際科をコース制に改編
- 2007年 - 野球部の部室で3年生・2年生から1年生へビンタ等の暴行事件が発覚し、数ヶ月の活動停止。監督は交代
- 2008年 - 校門を設置
- 2009年 - 法人名を学校法人浪工学園と改称
- 2019年 - 工業技術系を本年度入学生より男女共学化（全学科、男女共学化）。電子工学科をコミュニケーションシステム工学科に転換[6]。普通科入試をくくり募集からコース別募集に変更[2]
- 2011年 - 大阪府私立学校審議会、定時制課程の廃止認可[9]。
- 2020年 - 一般社団法人日本USA産業振興協議会（JUIDA）の高校初の認定スクールとして、2020年8月31日付で、「星翔高等学校ドローンスクール」を開校

### 学校名の改称にあたって
浪速工業高等学校より名称を変更する際、一般公募を行った。応募総数は6915通。最終候補は「星翔」「翔陽」「北摂Σ（シグマ）」「北摂」「智徳」「英稜」などがあり、最終的にその中から星翔が選ばれた。
尚、学校名決定後に校章および校歌も一般公募された。

## 部活動
（設置されている部活動は以下の通り）
- 硬式野球部
- 卓球部
- バスケットボール部
- バレーボール部
- アーチェリー部
- 剣道部
- ソフトテニス部
- なぎなた部
- バドミントン部
- 陸上部
- サッカー部
  - 関西高校女子サッカーリーグ（2部リーグ）第2位[10]
- 柔道部
  - 2017年
    - 6月 - インターハイ予選団体戦 第2位[10]
    - 7月 - 近畿ジュニア柔道体重別選手権大会 優勝[10]
    - 8月 - 大阪高等学校女子柔道体重別選手権大会 優勝[10]
    - 9月 - 修道館杯 高校生柔道私学大会 団体戦 優勝[10]
    - 10月 -  第27回 国民体育大会 大阪代表（2回戦）[10]
    - 11月 - 大阪高等学校新人柔道大会　団体戦　優勝[10]

  - 2018年
    - 1月 - 第59回 近畿高等学校 柔道新人大会 団体戦 第3位[10]
    - 6月 ‐ インターハイ予選 団体戦　優勝　個人戦　-48kg級、-63kg級、+78kg超級 優勝
    - 8月 - 近畿ジュニア柔道体重別選手権大会 -44kg級 第2位
    - 8月 - 東海インターハイ　個人戦　-48kg級 第5位、-63kg級 優勝
    - 9月 - 全日本ジュニア柔道体重別選手権大会 -44kg級 第3位
- 音楽部
- 機械研究部
- 電気自動車研究部
- 電子機械研究部
- 無人航空機研究部
- 図書部
  - 図書委員（図書館運営）
- 美術部
- 放送部
  - 放送委員（校内放送運営）
- 写真部
- 人権教育研究部
- 囲碁将棋部
- ランドスケープデザイン部

## 年間行事
（ハイスクールガイドに掲載された年間行事は以下の通り）
- 4月 - 入学式・新入生研修・1学期始業式・新入生歓迎会・スポーツテスト
- 5月 - 創立記念日・進学講座・1学期中間テスト・沖縄修学旅行（工業科・普通科）
- 6月 - 実力テスト・球技大会・芸術鑑賞会
- 7月 - 1学期期末考査・追認考査・三者面談・特別授業・1学期終業式・夏季休業
- 8月 - 夏季集中講座・サマースクール・就職講座（3年生）
- 9月 - 2学期始業式・学科選択説明会（1年生）・大阪府880万人訓練
- 10月 - 体育大会（体育祭）・2学期中間考査
- 11月 - 星翔祭（文化祭）・オープンスクール
- 12月 - 2学期期末考査・三者面談・特別授業・2学期終業式・冬季休業
- 1月 - 3学期始業式・3年生卒業考査
- 2月 - 入学選抜試験・卒業式
- 3月 - 学年末考査・3学期終業式

## 学校行事

### 体育祭

#### エッサッサ
上半身裸で素足というスタイルで、男子の全校生徒によって60有余年に渡り行われていた伝統的な踊り。「エッサッサ」の掛け声とともに、月明かりに照らされた獅子が月に向かって遠吠えする姿を表現する。日本体育大学で発祥し、同大学卒業生の体育教諭が伝承したとされる。
しかしながら、60有余年の伝統があり星翔の代名詞でもあったエッサッサは2007年度をもって廃止された。これは男女共学に伴う女子学生の増加によって、多くの女子学生から男子の裸を見ることに対する反感があったことや、社会的に学校に対する目が厳しくなる状況において、裸踊りととられかねないエッサッサを強要することが問題になるのではないかとの議論が持ち上がり、最終的には廃止されることとなったものである。
なお、2010年度にはクラブ選抜により限定的に復活した。

## 同窓会
星翔高等学校には同窓会組織として「浪工会」（なみこうかい）があり、卒業生が全員加入している。旧校名である浪速工学校や浪速工業学校、浪速工業高等学校の略称である「浪工」を名称に採用している。これは、星翔高等学校へと名称が改称される以前からで、改称後も受け継がれている。

## ラジオ公開収録
過去にラジオの公開収録が行われたことがある。
- ラジオ大阪『ローソンサンデーフレッシュスター』
- MBSラジオ『U.K. BEAT FLYER 1179』公開録音（2007年4月23日収録）

## 著名な出身者
- 渡嘉敷勝男（中退）
- 井上大佑
- ROLLY
- 野上真司
- 大竹貴久
- 東哲平
- 有門大輔
- 檀野芽紅

## 最寄駅
- 摂津駅・摂津市駅より徒歩約10分
- 正雀駅より徒歩約14分
- 岸辺駅・千里丘駅より徒歩約19分